# Cidariophanes brigitta
Cidariophanes brigitta är en fjärilsart som beskrevs av Thierry-mieg 1895. Cidariophanes brigitta ingår i släktet Cidariophanes och familjen mätare. Inga underarter finns listade i Catalogue of Life.